# Thioséléniure

Le thioséléniure de diméthyle

Un thioséléniure est un composé chimique contenant au moins une liaison soufre-sélénium. Cette liaison est en général d'environ 220 picomètres.
La protéine thiorédoxine réductase des mammifères qui contient un résidu de sélénocystéine forme un thioséléniure (analogue à un disulfure) après oxydation.